# سیستم چند فاز

یک چرخه ولتاژ در یک سیستم سه فاز

سیستم چند فاز (انگلیسی: Polyphase system)، وسیله‌ای برای توزیع انرژی جریان متناوب و توان الکتریکی است که در آن انتقال نیرو در طی هر دوره (یا سیکل) الکتریکی ثابت است. سیستم‌های چند فاز دارای سه خط فعال هادی یا بیشتر
تأمین انرژی هستند که جریان‌های متناوب را با یک زاویهٔ فازی تعریف شده بین ولتاژها در هر هادی (سیم)، حمل می‌کنند؛ برای ولتاژ سه فاز، زاویهٔ فاز °۱۲۰ یا ۲٫۰۹ رادیان است. سیستم چند فاز برای انتقال نیرو به موتورهای الکتریکی؛ که برای جابه‌جایی به جریان متناوب متکی هستند، بسیار مناسب است. متداول‌ترین  مثال استفاده از سیستم توان سه فاز برای برنامه‌های صنعتی و برای انتقال قدرت است که به‌صورت گسترده از آن استفاده می‌شود. در مقایسه با یک سیستم تک فاز با دو سیم؛ یک سیستم سه‌فاز-سه-سیمه، سه برابر توان را، با همان ولتاژ و قابلیت هدایت یکسان کابل، انتقال می‌دهد.
سیستم‌های با بیش از سه فاز بیشتر برای سیستم‌های ترمیم‌کننده و تبدیل توان استفاده شده‌اند و برای مطالعه و تحقیق در زمینهٔ انتقال قدرت مورد توجه قرار دارند.

## فازها
در روزهای اولیهٔ برق تجاری، برخی از تأسیسات از دو فاز-چهار سیم برای موتور استفاده می‌کردند. مزیت اصلی این بود که پیکربندی پیچش سیم‌پیچ‌ها همانند موتور خازنی تک فاز بود و، با استفاده از یک سیستم چهار سیم، مفهومی با مراحل مستقل و آسان برای تجزیه و تحلیل با ابزارهای ریاضی موجود در آن زمان بود.

## موتورها

ماشین الکتریکی سه فاز با میدان مغناطیسی چرخشی.

توان چند فاز به‌ویژه در موتورهای AC، مانند موتور القایی؛ جایی که یک میدان چرخشی تولید می‌کند، مفید است. هنگامی که یک سیستم تأمین انرژی سه فاز یا بیشتر یک چرخهٔ کامل را تکمیل می‌کند، میدان مغناطیسی موتور دو قطبی در هر فاز، در فضای فیزیکی ۳۶۰ درجه چرخیده‌است؛ موتورهای با بیش از دو قطب در هر فاز به یک دوره به انرژی ورودی بیشتری برای تکمیل فیزیکی یک دور میدان مغناطیسی نیاز دارند و از این رو این موتورها به آرامی کار می‌کنند.
موتورهای القایی که از میدان مغناطیسی چرخشی استفاده می‌کنند؛ به‌طور جداگانه و مستقل از هم، توسط گالیله فراری و نیکولا تسلا اختراع شد و در سال ۱۸۸۹ میلادی توسط میخائیل اوسیپویچ دولوو-دوبرولوسکی به‌صورت سه فاز پیشرفت داده شده‌است. پیش از این، تمام موتورها برای مصرف تجاری موتورهای جریان مستقیم (DC)، با کموتاتورهایی گران، تعمیرات بالا ذغال‌ها و ویژگی‌های نامناسب برای کار بر روی یک شبکه با جریان متناوب بودند. برای ساخت و تولید موتورهای چند فاز ساده هستند، شروع خودکار دارند، و در مقایسه با موتورهای تک فاز لرزش کمتری دارند.

## ترتیب فاز بالاتر
با در دسترس بودن توان چند فاز، می‌توان از آن برای ایجاد هر تعداد فاز مورد نظر با ترتیب مناسب ترانسفورماتور تبدیل و استفاده شود.